# فیفت ترد سنتر (نشویل)
فیفت ترد سنتر (به انگلیسی: Fifth Third Center) آسمان‌خراشی به ارتفاع ۱۵۰ متر (۴۹۰ فوت) واقع در نشویل، تنسی است که در سال ۱۹۸۶ ساخته شد. این بنا به سبک معماری پست‌مدرن طراحی شده‌است. مساحت زیربنای آن ۴۸۸٬۸۵۳ فوت مربع (۴۵٬۴۱۵٫۹ متر مربع) و تعداد طبقاتش ۳۱ تاست. این آسمان‌خراش به مدت هشت سال بلندترین ساختمان در نشویل و همینطور تنسی بود؛ تا اینکه ساختمان ای‌تی‌اندتی در سال ۱۹۹۴ از آن پیشی گرفت. این ساختمان قرارگاه اداره مرکزی فیفت ترد بنک نشویل است.